# Витт, Анатолий Иванович
Анатолий Иванович Витт (06.11.1932 — ?) — машинист экскаватора разреза «Богатырь» Экибастузского производственного объединения по добыче угля, Павлодарская область, Герой Социалистического Труда (05.03.1976).
Родился в селе Константиновка Сталинской (Донецкой) области. По национальности немец.После начала войны эвакуировался с родителями в Казахстан, в Павлодарскую область.
С 1950 года работал горнорабочим на строительстве угольного разреза № 1 Экибастузского месторождения. Вскоре был назначен помощником машиниста экскаватора, а затем, после окончания курсов, машинистом экскаватора.
В 1963 году окончил вечернее отделение Экибастузского горного техникума по специальности «горный электромеханик».
Работал на разрезе «Центральный», затем, когда была сдана в эксплуатацию первая очередь разреза «Богатырь», возглавил там бригаду первого роторного экскаватора. С 1970 года бригадир-машинист роторного экскаватора SRs(k)-470 № 2.
Коллектив бригады внес десятки рационализаторских предложений, улучшивших работу механизмов и электрооборудования, увеличивших срок эксплуатации отдельных узлов и деталей, повышающих эффективность работы экскаватора.
Машинисты предложили увеличить диаметр приводного барабана отвального конвейера экскаватора на 100 мм, а для уменьшения веса барабана — изготавливать его из вальцовочного металла. Это помогло увеличить скорость движения отвальной транспортной ленты с 3,95 до 4,6 метра в секунду. Уголь уже не накапливался в перегрузочном бункере, заваливая поворотную платформу, и её не надо было расчищать вручную.
В 1972 году бригада Витта уже 1 ноября выполнила годовой план, а всего за год было добыто 2192 тысячи тонн угля. 1973 год — 2839 тысяч тонн угля, что выше плана на 364 тысячи тонн. 1974 год — 2965,6 тысячи тонн угля.
В 1974 году коллективу присвоено звание бригады коммунистического труда. В январе 1975 года поставлен рекорд выработки для данного типа экскаваторов: 435695 тонн угля.
26 октября 1975 года бригада досрочно выполнила задание девятой пятилетки, было добыто 13 миллионов 83 тысячи тонн угля.
В 1976 году бригада А. И. Витта установила Всесоюзный рекорд добычи угля, отгрузив потребителям 4 миллиона 412,3 тысячи тонн.
Герой Социалистического Труда (05.03.1976). Награждён орденом Трудового Красного Знамени и знаками «Шахтёрская слава» всех трёх степеней.
В 1987 году, достигнув пенсионного возраста, сложил руководство бригадой, но продолжил работать машинистом экскаватора.
Избирался депутатом Верховного Совета Казахской ССР девятого созыва, делегатом XV съезда Компартии Казахстана, членом Экибастузского горкома КП Казахстана.